# Ascan Mergenthaler
Ascan Mergenthaler (* 1969 in Stuttgart) ist ein deutscher Architekt und Mitglied des Bundes Schweizer Architekten.

## Ausbildung und beruflicher Werdegang
Mergenthaler studierte von 1990 bis 1997 Architektur an der Universität Stuttgart und The Bartlett School of Architecture am University College London. Parallel zum Studium arbeitete er für Konstantin Grcic.
1993 kam er als Praktikant zu Herzog & de Meuron und wurde dort 1998 als Architekt beschäftigt. 2001 eröffnete er das Büro von Herzog & de Meuron in New York und wurde zum Associate ernannt. seit 2004 ist er Partner, seit  2009 Senior Partner. Im Architekturbüro betreut er leitend Projekte in Europa, Asien und Nord- und Südamerika.
2013 war er Gastdozent am Institut Architektur an der Fachhochschule Nordwestschweiz.
2015 Mergenthaler war Mitglied des Stiftungsrates am Schweizerischen Architekturmuseum.

## Projekte (Leitung)
Unter Mergenthalers Leitung wurden bzw. werden vom Architekturbüro Herzog & de Meuron u. a. folgende Projekte realisiert:
- das De Young Museum in San Francisco
- das Parrish Art Museum auf Long Island, New York
- das Tate Modern Projekt in London
- die Blavatnik School of Government in Oxford
- die Elbphilharmonie in Hamburg,
- das Hochhaus 56 Leonard Street in New York City,
- das Tai Kwun - Centre for Heritage & Arts in Hong Kong[6]
- das Museum M+ in Hong Kong[7]
- das Neue Nationalgalerie – Museum des 20. Jahrhunderts in Berlin[8]
- das Hochhaus Tour Triangle in Paris[9]

## Vorträge, Interviews (Auswahl)
- Faszination Bauen - Vorträge zur Elbphilharmonie in Hamburg, 22. März 2006, Technische Universität Hamburg[10]
- Studio as Muse: Herzog & de Meuron’s Design for the New Parrish Art Museum, 12. März 2008, The Architectural League, New York[11]
- Über aktuelle Projekte, 8.–10. Mai 2008, Belgrade Design Week, Belgrad [12]
- Herzog & de Meuron: About and beyond M+, 7. Dezember 2013, Business of Design Week, Hong Kong[13][14]
- Interview with Ascan Mergenthaler, Senior Partner at Herzog & de Meuron, about designing the Blavatnik School of Government building (engl.), 6. Oktober 2016[15]
- Museum des 20. Jahrhunderts: Podiumsgespräch, 17. November 2016, Neue Nationalgalerie[16]
- Die Elbphilharmonie –Widerstand und Vision, mit Nicholas Lyons, 9. November 2017, VH Ulm[17]
- Interview mit Ascan Mergenthaler anlässlich des Aufbruch Stuttgart Workshops Kulturquartier am 3. November 2018[18]